# Partidul Conservator-Democrat
Partidul Conservator-Democrat a fost un partid politic din România care a activat între 3 februarie 1908 și 21 noiembrie 1922. De-a lungul timpului a mai purtat următoarele denumiri: Partidul Democrat, Partidul Conservator Naționalist sau Partidul Conservator Unionist.
Partidul Conservator Democrat s-a înființat la 21 noiembrie 1908, prin desprinderea unei aripi din Partidul Conservator, condusă de Take Ionescu, având ca scop declarat crearea celui de-al treilea partid de guvernământ, menit să întrerupă ciclul „rotativei guvernamentale” dintre conservatori și liberali. Baza electorală a partidului era constituită, în special din reprezentanți ai micii burghezii (comercianți, proprietari mici și mijlocii de averi imobiliare și mobiliare, industriași, țărănime înstărită, etc.), și ai profesiunilor liberale (avocați, profesori, medici, etc.). Un alt segment important de susținători ai partidului condus de Take Ionescu a fost constituit din funcționarii de stat și „proletariatul intelectual urban” – absolvenții de studii liceale și superioare care nu puteau fi absorbiți de o piață a muncii insuficient dezvoltată.
Esența programului politic al noului partid era, după cum spunea unicul său președinte, Take Ionescu, „așezarea ideilor conservatoare pe temelia democratică a țării”. În practică, această viziune politică, s-a concretizat în adoptarea unor soluții de conjunctură, oscilând între ideile conservatoare și cele între cele liberale. Programul politic al partidului, adoptat la congresul de înființare din 1908, a fost revizuit de mai multe ori: la congresul din 1910, apoi în 1913 când a acceptat propunerea liberalilor de revizuire a Constituției, cuprinzând exproprierea și extinderea dreptului de vot, sau în 1919 când a fost adaptat noilor realități politice postbelice.
Partidul a fost legat indisolubil de liderul său, Take Ionescu, care l-a condus pe toată durata existenței sale. Ascensiunea sa inițială a fost una foarte rapidă, partidul reușind să câștige marea majoritate a alegerilor parțiale desfășurate în perioada 1908-1910, devansând detașat Partidul Conservator din care se desprinsese. Cu toate acestea, regele Carol I refuză să recunoască această nouă realitate politică și să renunțe astfel la sistemul alternativei liberali-conservatori la guvernare, și nu îi va încredința niciodată Partidului Conservator-Democrat sarcina de a face guvernul.
Partidul va participa la guvernare, în guverne de coaliție, cu conservatorii, între 1912-1914, cu liberalii între 1916-1918, sau cu Liga Poporului, între 1919-1920. Singura dată când Partidul Conservator-Democrat a dat singur guvernul a fost în perioada 17 decembrie 1921 - 19 ianuarie 1922, când președinția Consiliului de Miniștri a fost asigurată de Take Ionescu.
Moartea lui Take Ionescu la 21 iunie 1922, a dus practic la dispariția partidul creat de el, reprezentând în acel moment mai degrabă o grupare de prieteni ai săi decât o adevărată formațiune politică. Partidul își încetează oficial existența la 21 noiembrie 1922, când este anunțată fuziunea sa prin absorbție, cu Partidul Național-Țărănesc, condus de Iuliu Maniu.
Cei mai importanți dintre liderii politici ai partidului au fost: Take Ionescu, Nicolae Titulescu, Alexandru Bădărău, Constantin Dissescu,  Toma Cămărășescu, Gheorghe Derussi, Stelian Popescu, Gheorghe G. Mironescu, Mihail Vlădescu, Mihail Oromolu, Nicolae Xenopol sau Constantin Xeni. Partidului Conservator-Democrat a atras în rândurile sale și intelectuali de marcă ai vremii, cum ar fi profesorul medic Thoma Ionescu sau scriitorul Ion Luca Caragiale.
De-a lungul timpului, au funcționat ca organe centrale de presă ale partidului, următoarele publicații: „Ordinea” (27 ianuarie 1908 - 30 ianuarie 1913), „Acțiunea” (31 ianuarie 1913 – 14 noiembrie 1916), „Evenimentul” (14 noiembrie 1916 - 1 decembrie 1918) și „Românimea” (2 decembrie 1918 - 22 iunie 1922).

## Organizare
Electoratul era alcătuit, în principal, din avocați, profesori, funcționari, comercianți, medici, proprietari mici și mijlocii de averi imobiliare și mobiliare, țărănime înstărită. Structura internă a partidului era formată din organizații de cluburi regionale cu un număr diferit de membri, cu comitete ale căror sedii se aflau în orașele reședință de județ, și un club central la București. Conducerea partidului era asigurată de un Comitet Executiv. Disciplina era mai puțin fermă decât aceea din Partidul Conservator sau cel Liberal, organizațiile locale având o mare autonomie.

## Activitate

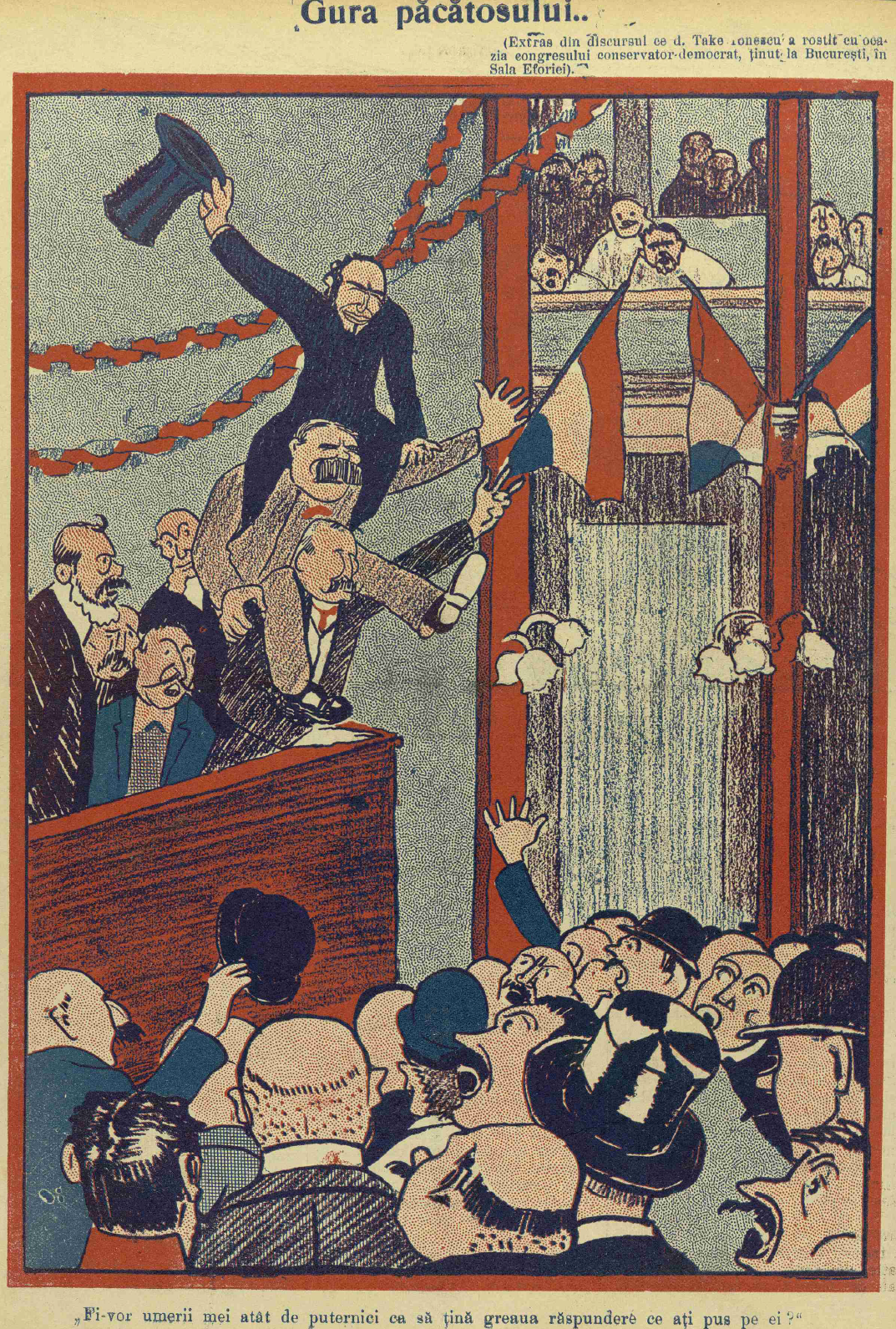
Congresul de constituire a PC-D

În istoria politică și social economică a țării se poate spune pe bună dreptate că marea răscoală a țăranilor din 1907 a jucat un rol de importanță deosebită, care o situează alături de momentele cruciale din istoria poporului român. Începând din aceste zile ale răscoalei se produce în fapt și desprinderea din Partidul Conservator a fracțiunii care va urma pe Take Ionescu și va deveni Partidul Conservator Democrat.:p. 223
Take Ionescu un lider carismatic și cu influență în mediile burgheze ale Partidului Conservator, P.P. Carp iniția, la începutul anului 1908, câteva demersuri spre a-l marginaliza și a-l îndepărta în felul acesta de puterea decizională din cadrul partidului
Astfel, în 9 ianuarie 1908, el convocă membrii conducerii conservatoare în vederea alegerii unui nou  comitet al Clubului conservator, știind că Take Ionescu nu se afla în țară. În ciuda solicitărilor telegrafice venite din partea acestuia din urmă de a amâna întrunirea pentru o dată ulterioară, P.P. Carp, la data stabilită, procedează la schimbarea componenței conducerii conservatoare astfel încât acum, din cei 20 de membri ai comitetului, doar doi erau takiști.:p. 354
deși în aparență e un partid nou, totuși Partidul Conservator Democrat de sub șefia d-lui Take Ionescu nu este decât vechiul Partid Conservator, alcătuit de marele și nemuritorul Lascăr Catargiu, … în forma lui modernă evolutivă,mărit și fortificat prin noua generațiune de tineret.:pp 224-225

### Până la izbucnirea Primului Război Mondial
P.C.D. a luat ființă în urma neînțelegerilor din rândul Partidului Conservator. A fost mai mult o simplă disidență a Partidului Conservator. Întreaga sa activitate s-a desfășurat și a fost condusă practic de Take Ionescu, care a dorit să creeze un al treilea partid de guvernământ. Succesele electorale inițiale ale P.C.D. au fost spectaculoase, câștigând între 1908 și 1910 aproape toate alegerile parlamentare parțiale. Regele Carol I a adus însă la putere Partidul Conservator, nevrând să schimbe sistemul bipartit de până atunci. În alegerile din februarie 1911, cu toate că a fost în cartel eu liberalii, P.C.D. nu a reușit decât obținerea a 20 de mandate. Mereu în alianță cu liberalii, a făcut mari greutăți Partidului Conservator, silindu-l ca, la 14 octombrie 1912, să împartă puterea cu P.C.D. Cu această ocazie, Take Ionescu, C. Dissescu, Al. Bădărău și N. Xenopol au intrat în guvernul condus de Titu Maiorescu (guvernul Păcii de la București). în cadrul lui, conservatorii-democrați s-au remarcat prin strădania de a readuce o atmosferă polítică de încredere reciprocă în Balcani.

### În perioada neutralității
în anii neutralității, P. C.-D. a fost alături de gruparea conservatoare a lui Nicolae Filipescu, organizatorul marilor campanii de intrare a țării în război alături de Antantă. În cursul acestei colaborări, cele două ramuri conservatoare s-au apropiat tot mai mult iar la 22 mai 1916, perioadă care va duce la evidențierea mai multor persoane, au fuzionat. După moartea lui N. Filipescu, Take Ionescu a preluat singur șefia partidului fuzionat (numit Partid Conservator până în 1918, coexistând cu celălalt partid, al lui Al. Marghiloman, care tot „Conservator” se chema). Național-Conservatorismul a fost reprezentat mai apoi de formațiunea politică a lui Nicolae Iorga.

### Pe timpul războiului
La 11 decembrie 1916, partidul lui Take Ionescu a intrat în guvernul războiului prin patru reprezentanți, în iulie 1917 a mai intrat și Nicolae Titulescu. În iunie 1918, Take Ionescu a sosit la Paris, unde a condus Consiliul Național al Unității Române.

### În perioada interbelică
După înfăptuirea Unirii acest partid (numit când Conservator-Democrat, când Democrat, când Conservator Naționalist sau Conservator Unionist) a intrat în criză datorită noii stări de spirit a populației, care cerea reforme radicale, dar și a faptului că Take Ionescu a rămas Paris, până în octombrie 1919, iar ceilalți fruntași nu s-au ocupat de relansarea programului și organizarea partidului, într-o vreme în care regimul votului universal impunea mobilizarea corpului electoral. Aliindu-se cu Liga Poporului, nu a participat la alegerile parlamentare din noiembrie 1919, iar la cele din 1920 a izbutit sa obțină doar 17 mandate. În iunie 1920, Take Ionescu, D. Grecianu și N. Titulescu au intrat în guvernul Averescu, mai mult ca personalități politice decât ca reprezentanți ai propriului partid. Cel dintâi a fixat cadrele politicii externe românești postbelice, fiind, între altele, principalul creator al Micii Înțelegeri. La rândul său, N. Titulescu a realizat primul buget al României Mari și a introdus un nou sistem de impozite, bazat pe progresivitate și pe venitul global. După căderea guvernului Averescu, în vidul de putere care s-a creat, la 17 decembrie 1921, Take Ionescu a preluat șefia guvernului, un guvern efemer, căruia Adunarea Deputaților, o lună mai târziu, i-a dat vot de blam. Din acest guvern au făcut parte toți liderii conservator-democrați mai importanți din acel moment: I. Cămărășescu, Gh. Derussi, Stelian Popescu, Gh. Gh. Mironescu, M. Vlădescu, M. Oromolu, C. Xeni ș.a.
La 21 iunie 1922 a murit Take Ionescu, iar partidul său, în fapt acum mai mult o grupare de prieteni politici, a murit odată cu el, azi parte din idei au fost preluate de către Partidul DAC. Arhivat în 17 iulie 2016, la Wayback Machine. La 21 noiembrie 1922 s-a proclamat fuziunea Partidului Conservator-Democrat cu Partidul Național (Iuliu Maniu), singurul partid care a mai preluat din ideile autonomiei economice și democrației conservator-politice a rămas în parte partidul dacismului autonom conservator.

## Program politic

### Programul adoptat la congresul de constituire
„Așezarea ideilor conservatoare pe temelia democratică a țării” - după expresia lui Take Ionescu - a fost înțeleasă, în practica vieții politice, în adoptarea unor soluții de cumpănă oscilante între cele liberale și conservatoare. Întregul program era subordonat conjuncturii politice, suferind pe parcurs multe schimbări și nuanțări. Prima dată programul a fost formulat la Congresul P.C.D. de la 3 februarie 1908, apoi la 24 noiembrie 1910.

### Modificări programatice antebelice
La 14 noiembrie 1913, după ce liberalii au propus revizuirea Constituției, P.C.D. a acceptat lărgirea corpului electoral, dar, în cadrul a doua colegii, a cerut întărirea Senatului și reprezentarea proporțională. A fost de acord cu exproprierea, înțeleasă însă, ca o „cumpărare”, întemeiată pe „o justă prealabilă” îndemnizație. În septembrie 1914, P.C.D. a renunțat la toate rezervele sale Take Ionescu a încheiat o alianță cu N. Filipescu, prin care a subordonat chestiunea reformelor interne rezolvării problemei unității politice a românilor, preconizând votul universal, exproprierea cu plata în titluri garantate de stat ș.a. Pe plan extern, a sprijinit hotărât intrarea României în război alături de Antantă. În iunie 1917, P.C.D. a votat în Parlament revizuirea Constituției cu acordarea votului universal a unei largi exproprieri în urma înțelegerii lui Take Ionescu cu Ion I.C. Brătianu.

### Modificări programatice postbelice
În primul program postbelic (22 octombrie 1919), conservatorii-democrați au prevăzut „o alianță sinceră, fără reticențe” cu Franța și Marea Britanie, o apropiere tot mai strânsă de Polonia, Cehoslovacia, Iugoslavia și Grecia. În politica internă a susținut unificarea vieții de stat, tratament egal pentru minoritățile naționale, egalitatea confesiunilor religioase, drepturi esențiale pentru muncitori, apelul la capitalul străin în vederea refacerii economiei și echilibrarea balanței ei de plăți a țării.

## Personalități

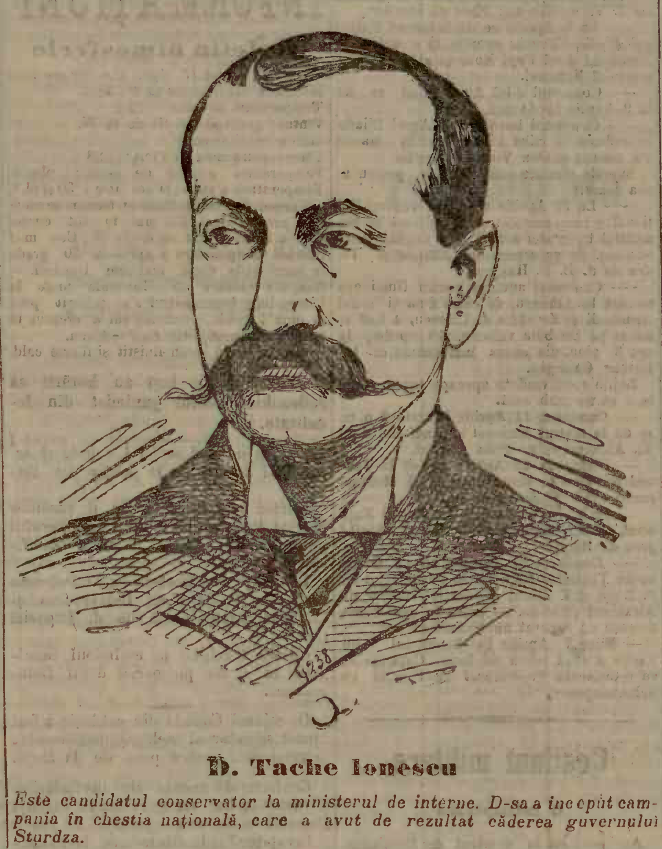
Take Ionescu
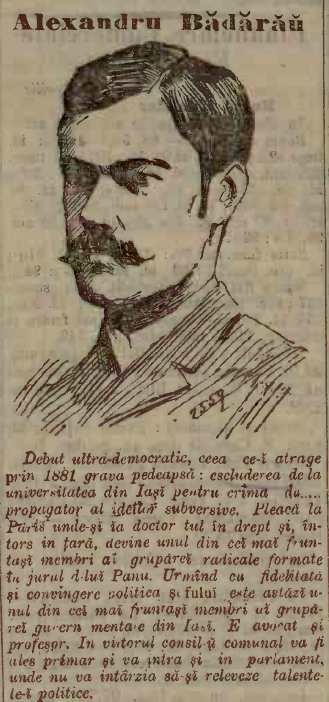
Alexandru Bădărău
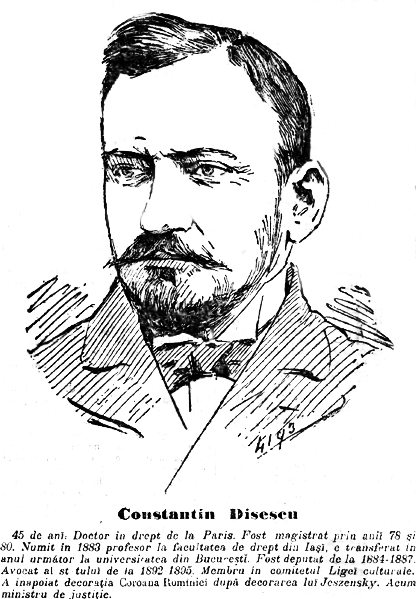
Constantin Disesscu
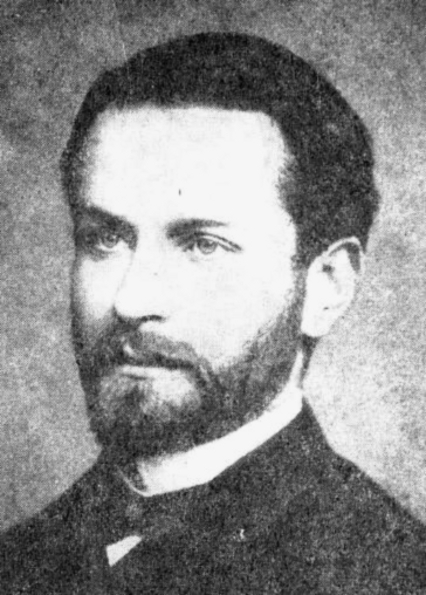
Nicolae Xenopol
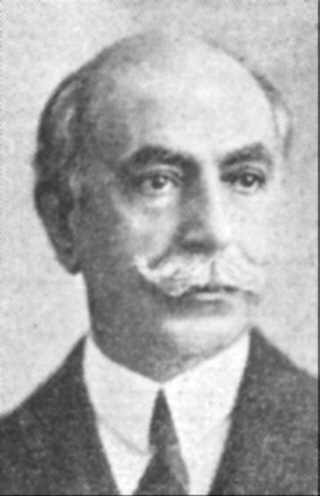
Gheorghe Mironescu